# Marco Lorenzi
Pour les articles homonymes, voir Lorenzi.
Marco Lorenzi (né le 20 juin 1993 à Trente) est un athlète italien spécialiste du 400 mètres.

## Biographie
Avec l'équipe d'Europe, il remporte la médaille d'argent lors des Jeux olympiques de la jeunesse de 2010.
Le record de Marco Lorenzi sur 400 mètres, également record national junior de la distance, est de 46 s 39, établi en 2011 à Bressanone. Médaillé d'or du relais 4 × 400 mètres lors des Championnats d'Europe juniors 2011 (photo), il remporte également une médaille de bronze lors des Championnats d'Europe espoirs 2013.
Le 28 juillet 2013, il devient vice-champion national du 400 mètres derrière Matteo Galvan et devant Isalbet Juarez.
Son club est le Gruppo Sportivo Valsugana Trentino et il fait partie des Fiamme Gialle.